# Metacycla insolita
Metacycla insolita là một loài bọ cánh cứng trong họ Chrysomelidae. Loài này được LeConte miêu tả khoa học năm 1861.